# عبد العزيز صفر
عبد العزيز صفر ولد في 7 نوفمبر 1939 في بنزرت و توفي في 29 أفريل 2012 في تونس هو لاعب كرة يد تونسي و مدرب ومعلم وقائد كرة اليد.